# Задача Йосипа Флавія

Задача Йосипа Флавія на 9 перших натуральних чисел з довжиною кроку 5 (зелений позначає елемент, з якого починається відлік, червоний — елемент, який вилучається на поточному кроці)

Задача Йосипа Флавія — задача в комбінаториці, пов'язана з грою в лічилку.
У загальному вигляді задача виглядає наступним чином: на колі було розміщено задану кількість об'єктів, а потім рухаючись по колу в одному напрямку, пропускаючи фіксоване число об'єктів, вилучали по об'єкту поки не залишився лише один. Потрібно знайти об'єкт, який залишився.

## Історія

Час рухається всередину по спіралі, зелені крапки позначають живих солдатів, сірі мертвих солдатів, а хрестики — вбивства. Солдати з номерами 16 та 31 залишаються останніми.

Задача названа на честь Йосипа Флавія, римського історика єврейського походження, який жив у I ст. н. е. Згідно з безпосередніми свідченнями Йосипа про облогу Йодфату, він, бувши командиром, разом зі своїми 40 воїнами були заблоковані в печері римськими солдатами. Більшість з них не хотіли здаватися, тому вони домовились, що будуть убивати один одного шляхом жеребкування, а той хто залишиться в живих останнім мусить сам себе вбити. І як потім писав сам Йосип Флавій, що завдяки везінню, а можливо, і Божому промислу, він і ще один чоловік залишилися до кінця і, замість того, щоб вбити себе здалися римлянам. Ця історія описана в його книзі «Юдейська війна» (автор пише від третьої особи):
Однак у цій крайній скруті він не був позбавлений своєї звичайної кмітливості; але, довірившись Божому провидінню, він піддав своє життя небезпеці [наступним чином]: «А тепер, — сказав він, — оскільки між вами вирішено, що ви помрете, давайте віддамо нашу взаємну смерть на визначення жереба. Кому випаде жереб першим, нехай буде вбитий тим, кому випаде другий жереб, і таким чином фортуна пройде через усіх нас, і ніхто з нас не загине від власної руки, бо було б несправедливо, якби, коли решти не стане, хтось покаявся і врятувався». Ця пропозиція здалася їм дуже справедливою, і коли він переконав їх розв'язувати це питання жеребкуванням, то витягнув один із жеребків і для себе. Той, кому випав перший жереб, підставив шию тому, кому випав наступний, ніби припускаючи, що полководець помре серед них негайно, бо вони вважали, що смерть, якщо Йосиф помре з ними, солодша за життя; але він залишився з другим до останнього, чи то випадково так сталося, чи то з Божого промислу. Позаяк він дуже хотів не бути засудженим жеребом, ані, якби його залишили до останнього, не заплямувати свою правицю кров'ю своїх земляків, то вмовив його довірити йому свою вірність і жити так само добре, як і він сам.— Йосип Флавій, Юдейська війна, Книга III, гл. 8, п. 7
Залишається неясним порядок, в якому вони один одного вбивали. У 1612 році Клод Гаспар Баше де Мезіріак запропонував конкретний алгоритм, який полягав у тому, щоб поставити солдат у коло і рахувати по три, щоб визначити порядок вбивства. Конкретні деталі цієї історії суттєво відрізняються в різних джерелах. Наприклад, у Натана Герштейна та Ірвінга Капланського (1974) Йосип і його 39 побратимів стоять у колі, а кожного сьомого вбивають.
Хоч Йосип у своїй книзі стверджував, що це трапилося випадково, але збережений його слов'янський рукопис розповідає іншу історію: він хитро вирахував, де йому потрібно стати, і обдурив інших. Також стверджується, що другий вцілілий воїн був його спільником; тож задача полягала в тому, щоб знайти такі місця для двох, щоб вони залишилися останніми в живих. Він розмістив себе і другого чоловіка на 31-му і 16-му місці відповідно.
У середньовіччі була придумана інша версія цієї задачі, у якій 15 турків і 15 християн знаходяться на борту корабля під час шторму. Корабель потоне, якщо половина пасажирів не буде викинута за борт. Всі 30 стають у коло, і кожну дев'яту людину кидають у море. Потрібно визначити, де потрібно стояти християнам, щоб тільки турки були викинуті. В інших версіях ролі турків і християн міняються місцями.

## Розв'язок
Нехай n — початкова кількість об'єктів у колі, а q — розмір кроку вибування, тобто q-1 об'єктів пропускається, а q-тий вибуває. Об'єкти в колі пронумеровані від 1 до n, лічба починається з 1-ї позиції. {\displaystyle J_{q}(n)} — позиція об'єкта, який залишиться останнім, в початковому колі.

### Випадокq= 2
У цьому випадку задачу можна розв'язати явно.
Розглянемо ситуацію, коли в початковому колі знаходиться {\displaystyle 2n} об'єктів. Після першого проходження по колу зникнуть об'єкти з парними номерами, об'єкти, які залишаться, перемістяться з k-ої позиції на {\displaystyle {\frac {1}{2}}(k+1)}. В тому числі {\displaystyle J_{2}(2n)} переміститься на позицію {\displaystyle {\frac {1}{2}}(J_{2}(2n)+1)} і оскільки розмір нового кола дорівнює n, то номер цієї позиції також дорівнює {\displaystyle J_{2}(n).} Звідси
{\displaystyle J_{2}(2n)=2J_{2}(n)-1} при {\displaystyle n\geqslant 1.}
Якщо в початковому колі знаходиться {\displaystyle 2n+1} об'єктів, то після першого проходження по колу до першого об'єкта включно для того, щоб розмір нового кола став дорівнювавати n, зникнуть об'єкти з парними номерами та перший об'єкт, номери тих об'єктів, які залишаться, перемістяться з k-ої позиції на {\displaystyle {\frac {1}{2}}(k-1)}. Аналогічно до попередньої ситуації буде справедлива рівність
{\displaystyle J_{2}(2n+1)=2J_{2}(n)+1} при {\displaystyle n\geqslant 1.}
Отримані формули можна звести до однієї:
{\displaystyle J(n)=2J(\lfloor n/2\rfloor )-(-1)^{n}.}
Для {\displaystyle n=1} зрозуміло, що останнім залишиться об'єкт, з якого складається коло, тобто {\displaystyle J_{2}(1)=1.}
Якщо {\displaystyle n} представити у формі {\displaystyle n=2^{m}+l,} де {\displaystyle 2^{m}} — найбільший степінь двійки, що не перевищує {\displaystyle n,} та {\displaystyle 0\leqslant l<2^{m},} то за допомогою математичної індукції можна показати, що
{\displaystyle J_{2}(2^{m}+l)=2l+1.}
Цю формулу можна переписати так, щоб вона залежала лише від n:
{\displaystyle J_{2}(n)=2(n-2^{\lfloor \log _{2}(n)\rfloor })+1.}
Також можна довести, що {\displaystyle J_{2}(n)} відповідає циклічному зсуву {\displaystyle n} у бінарному вигляді на один розряд вліво. Тобто, якщо
{\displaystyle n=(1b_{m-1}b_{m-2}\dots b_{1}b_{0})_{2},}
то
{\displaystyle J_{2}(n)=(b_{m-1}b_{m-2}\dots b_{1}b_{0}1)_{2}.}

### Випадокq= 3
Аналогічно до попереднього випадку можна вивести наступну рекурентну формулу:
{\displaystyle J_{3}(n)=\left(\left\lceil {\frac {3}{2}}J_{3}\left(\left\lfloor {\frac {2}{3}}n\right\rfloor \right)+a_{n}\right\rceil {\bmod {n}}\right)+1,}
де
{\displaystyle a_{n}={\begin{cases}-2,&\quad n\equiv 0{\bmod {3}}\\1,&\quad n\equiv 1{\bmod {3}}\\-0.5,&\quad n\equiv 2{\bmod {3}}\end{cases}}.}
Для цього випадку також можна вивести явну формулу:
{\displaystyle J_{3}(n)=3n+1-\left\lfloor K\left({\frac {3}{2}}\right)^{\lceil \log _{3/2}((2n+1)/K)\rceil }\right\rfloor ,}
де K = 1.62227050288476731595695098289932411…

### Загальний випадок
У 1899 математик Пітер Тейт запропонував рекурсивний алгоритм, який пов'язує номер об'єкта, який залишиться останнім, на певному кроці з його номером на наступному кроці:
{\displaystyle J_{q}(n)=\left((J_{q}(n-1)+q-1){\bmod {n}}\right)+1} при {\displaystyle J_{q}(1)=1.}
Більш швидший алгоритм розробив Дональд Кнут:
```

  

    

      

        
D

        
:=

        
1

      

    

    
{\displaystyle D:=1}

  

;

поки
 

  

    

      

        
D

        
⩽

        
(

        
q

        
−

        
1

        
)

        
n

      

    

    
{\displaystyle D\leqslant (q-1)n}

  

 
виконувати
 

  

    

      

        
D

        
:=

        

          
⌈

          

            

              

                
q

                

                  
q

                  
−

                  
1

                

              

            

            
D

          

          
⌉

        

        
;

      

    

    
{\displaystyle D:=\left\lceil {\frac {q}{q-1}}D\right\rceil ;}

  

  

    

      

        

          
J

          

            
q

          

        

        
(

        
n

        
)

        
:=

        
q

        
n

        
+

        
1

        
−

        
D

        
.

      

    

    
{\displaystyle J_{q}(n):=qn+1-D.}

  

```

Також для розв'язання цієї задачі існують алгоритми, які використовують масиви, кільцеві списки або бінарні дерева.

## Перестановка Йосипа
Перестановка перших n натуральних чисел Jn, q, утворена шляхом застосування процедури вилучення із задачі Йосипа Флавія з довжиною кроку q, називається перестановкою Йосипа. Наприклад,
За допомогою китайської теореми про остачі можна показати, що кількість всіх перестановок Йосипа на множині перших n натуральних чисел дорівнює L(n) = НСК(2, …, n).
Для двох перестановок Йосипа {\displaystyle J_{n,q_{1}}} та {\displaystyle J_{n,q_{2}}} виконується рівність {\displaystyle J_{n,q_{1}}(i)=J_{n,q_{2}}(i)} для всіх {\displaystyle i=1,\dots ,t,} де t — фіксоване натуральне число, не більше за n, тоді й лише тоді, коли {\displaystyle q_{1}\equiv q_{2}{\bmod {L}}(n,t),} де L(n,t) = НСК(n+1-t, …, n-1, n).
При n = 1, 2, 3 перестановки Йосипа утворюють симетричну групу Sn, при n = 4, 5 — знакозмінну групу An, а при n > 5 ці перестановки групу не утворюють.

## Варіації та узагальнення
Можна розглянути обернену задачу Йосипа Флавія, коли відомі n та k такі, що {\displaystyle 1\leqslant k\leqslant n} та Jq(n) = k, потрібно знайти розмір кроку q. Розв'язок цієї задачі завжди існує.
Задача, у якій об'єкти додатково мають по l «життів», тобто об'єкт вибуває тоді, коли його виберуть l разів, називається котячою задачею Йосипа Флавія. При фіксованих n та q об'єкт, який залишиться останнім, буде незмінним при всіх l, не менших за (n+2)-ге число Фібоначчі. Також можна розглянути задачу, де об'єкти мають по різній кількості «життів».
Крім цього, початкову задачу можна узагальнити так, щоб на кожному кроці вилучали по m об'єктів.

## Застосування
Для шифрування зображень були запропоновані методи на основі хаотичних систем, які для процесу плутанини використовують перестановки Йосипа.